# 성직자주의
성직자주의(聖職者主義, Sacerdotalism)란 로마 가톨릭교회, 동방 정교회, 성공회 등에서 교리적으로 설립된 성직자들에 대한 특별한 지위를 정해주는 교리적 체계이다.  하느님과 사람 사이에 중보자 또는 중재자를 성직자가 할 수 있게끔 만든 체계이다.

## 성학대 문제
로마 가톨릭의 성직자들이 아동을 오랫동안 성학대한 사건이 미국 펜실베니아 주의 여러 교구에서 발견되었다.  약 300명의 사제가 1000건을 저질렀다. 하지만 성직자주의로 인해 그런 일을 저지른 성직자들을 처벌하지 않았다.

## 개신교의 견해
개신교에서는 성직자주의에 대해서 반대한다.  특히, 그리스도의 몸이 일시적으로 영원히 제사를 드려짐으로 더 이상 하나님과 사람간에 중보자가 있을 필요가 없다고 믿는다.  즉, 예배의식에서 성만찬시 성직자나 목회자의 참여는 의식을 인도할 뿐 그리스도의 유일성에 대해 중보자로써 참여할 수가 없다. 
하지만, 교권주의로 빠지게 되면, 목회자가 권력 뿐만 아니라, 사례비도 지나치게 가져가 삯군목사라는 불명예를 받기도 한다.  이에 대해 자비량 목회가 교회 타락을 막는 방법이라는 의견도 있다.

## 같이 보기
- 반성직자주의